# Sunnmørsættleggen
Sunnmørsættleggen también ætleg fue una dinastía muy influyente de Sunnmøre, un clan familiar de Noruega durante la era vikinga, cuyo registro se conserva en un documento anónimo del mismo nombre fechado entre 1230 y 1350, donde se detalla la genealogía de los caudillos de Møre entre los años 1000 y 1300. Gracias al texto genealógico, Anders Stølen pudo argumentar que la madre de Magnus III de Noruega era hija de «Ragnvald jarl», quien a su vez ha sido identificado como Rögnvald Brusason (nieto de Sigurd Hlodvirsson) por Ola Kvalsund.